# Парламентские выборы на Барбадосе (1948)
Парламентские выборы на Барбадосе проходили 13 декабря 1948 года для избрания 24 депутатов Палаты собрания в парламенте Барбадоса. Существоваший имущественный ценз, составлявший 20 фунтов стерлингов, существенно ограничивал количество выборщиков. В результате выборов Барбадосская лейбористская партия осталась самой крупной фракцией Палаты собрания, получив 12 из 24 мест.
После выборов спикером был избран К. Н. Р. Хасменд, который стал первым чёрным спикером парламента Барбадоса. В 1949 году Мюриел Хеншелл была назначена в Законодательный совет, став первой женщиной-депутатом парламента.

## Результаты
| Партия | Партия                                       | Голоса | % | Места | +/- |
| --- | -------------------------------------------- | ------ | - | ----- | --- |
| | Барбадосская лейбористская партия            | 14 287 |   | 12    | +3  |
| | Ассоциация выборщиков Барбадоса              | 12 467 |   | 9     | +3  |
| | Партия Вест-Индского национального конгресса | 3 887  |   | 3     | -4  |
| | Независимые                                  |        |   | 0     | -2  |
| Недействительных/пустых бюллетеней | Недействительных/пустых бюллетеней           |        |   | -     | -   |
| Всего | Всего                                        |        |   | 24    | 0   |
| Зарегистрированных избирателей / Явка | Зарегистрированных избирателей / Явка        | 29,120 |   | -     | -   |
| Источник: Kunsman, Lewis Архивная копия от 7 января 2022 на Wayback Machine, The Barbados Advocate Архивная копия от 7 января 2022 на Wayback Machine |                                              |        |   |       |     |